# Ixora obtusiloba
Ixora obtusiloba är en måreväxtart som beskrevs av Cornelis Eliza Bertus Bremekamp. Ixora obtusiloba ingår i släktet Ixora och familjen måreväxter. Inga underarter finns listade i Catalogue of Life.